# Alf Emil Eik
Alf Emil Eik (* 24. März 1953) ist ein norwegischer Multiinstrumentalist, Sänger, Komponist und Produzent. Er betreibt seit den späten 1970er Jahren das "Cross Lydstudio" in Kristiansand, lebt aber seit 2006 größtenteils in Frankreich.
1979 veröffentlichte Eik auf dem Harvest-Label sein erstes und bislang einziges Album Joy & Breath of Eternity, auf dem er verschiedene Tasteninstrumente, Bass, Gitarren, Schlagzeug und Percussion spielt.
Im Laufe der Jahre arbeitete er u. a. mit Secret Garden, Jan Teigen, Bobbysocks, Anne Karin Kaasa und Egil Fylling zusammen und betätigte sich außerdem als Filmkomponist für den norwegischen Kinderfilm Kaptein Sabeltann Og Den Forheksede Øya (2000).
Für 2007 kündigte Eik in einem Internetforum sowohl ein neues Solo-Album als auch das Re-Release seines Debüts auf CD an. Außerdem ließen er und Christine Deviers-Joncour 2006 in der norwegischen Zeitung VG eine Anzeige zur Verkündung ihrer Hochzeit im September schalten.